# Sagtümpel
Koordinaten: 47° 34′ 56,6″ N, 14° 1′ 48″ O
Der Sagtümpel ist eine Karstquelle im Gemeindegebiet von Bad Mitterndorf im Ortsteil Tauplitz in der Steiermark. Der Quelltopf liegt auf einer Höhe von 978 m ü. A. am Südfuß des Toten Gebirges. Der ovale Quelltopf ist 26 m lang, 14 m breit und rund 10 m tief. Der Sagtümpel weist die für Karstquellen typischen Schüttungsschwankungen auf. Die Quelle wurde am Ende des 20. Jahrhunderts zur Trinkwasserversorgung genutzt und stark verbaut. 2017 wurde der Quelletopf renaturiert und ist heute ein Wander- und Ausflugsziel. Früher befanden sich mehrere wasserbetriebene namensgebende Sägewerke (dialektal Sag) und Mühlen entlang des entspringenden Bachs. Im Österreichischen Höhlenverzeichnis hat der Sagtümpel die Katasternummer 1622/60.

## Geographie
Die Quelle entspringt etwa 2,5 km nordöstlich der Ortschaft Tauplitz. Sie ist vom Parkplatz an der Gnanitzstraße (Tauplitzer Wasserfall, Sagtümpel) über einen Fußweg in etwa fünf Minuten erreichbar. Vom Quelltopf fließt der relativ naturbelassene Sagtümpelbach über bemooste Blöcke und Kaskaden in Richtung Süden. Nach einer Fließstrecke von rund 650 m mündet er als 30 m hoher Tauplitzer Wasserfall in den Grimmingbach.

## Geologie
Der Quelltopf ist in stark verdichteten Gletschersedimenten der letzten Eiszeit entwickelt. Darunter liegen vermutlich Dachsteinkalk sowie wasserstauende Schichten.

## Hydrologie
Die Schüttung der Quelle ist sehr dynamisch und schwankt zwischen 5 und 9000 l/s. Die durchschnittliche Schüttung der Quelle liegt bei 340 l/s. Die Wassertemperatur schwankt zwischen 4,7 °C während der Schneeschmelze und 6,9 °C nach starken sommerlichen Regenfällen. Die Leitfähigkeit bewegt sich zwischen 140 und 303 µS/cm. Das Einzugsgebiet erstreckt sich weit nach Westen und umfasst hauptsächlich das rund 600 m höher gelegene Plateau der Tauplitzalm. Bereits in den 1950er Jahren bewiesen Triftversuche mit Sporen eine rasche Verbindung zum knapp 4 km entfernten Abfluss des Krallersees. 

## Nutzung
1975 wurde im Zuge der Wassergewinnung für den Ort Tauplitz der Quelltopf gefasst, vollständig mit Schotter verfüllt und zubetoniert. Seit die Trinkwasserentnahme wegen mangelnder Wasserqualität in den
2000er Jahren eingestellt wurde, lag die Fassungsanlage brach. 2016 wurde mit der Renaturierung der Quelle begonnen. Die Arbeiten wurden im Herbst 2017 abgeschlossen. Der Sagtümpel ist heute ein Wander- und Ausflugsziel.

## Namenskunde
Am abfließenden Bach befanden sich mehrere Sägen und Mühlen. Unmittelbar unterhalb des Quelltopfes standen zwei wasserbetriebene Sägen, woraus sich ab etwa 1880 der Name „Sagtümpel“ ableitete. Zuvor hieß die Quelle Tief- oder Tiefenbrunn und der abfließende Bach Tiefbrunnerbach. Der heute als Tiefenbach bekannte periodische Überlauf des Sagtümpels wurde als Dürrenbach beschrieben. Die erste bekannte schriftliche Erwähnungen des Sagtümpels erfolgte 1897 in Ferdinand Krauss‘ Reisehandbuch Die eherne Mark. Eine Wanderung durch das steirische Oberland.

## Sagen
Der Sagtümpel ist Gegenstand einer Volkssage.

„Vor hunderten von Jahren lebte im Kreith bei Tauplitz ein armes Ehepaar. Der Mann kam eines Tages gerade dazu, als sich einige Tauplitzer Bauern darüber unterhielten, wie tief wohl der „Sagtümpel“ sein möge. Und als einer der versammelten Bauern sagte, dass er demjenigen gerne ein großes Goldstück geben würde, der ihm sagen könnte, wie tief dieser Tümpel wirklich sei.
Dieses mitangehörte Gespräch ließ dem armen Mann keine Ruhe mehr; und nachdem er sich mit seiner Frau darüber beraten hatte, fertigte er eine sehr lange Stange an, indem er eine größere Anzahl von Stangen zusammenband. Damit begab sich das Ehepaar zum Sagtümpel. Sie stocherten eine Stangenlänge nach der anderen in den tiefen Schlund, bis plötzlich riesige Luftblasen heraufkamen und eine gewaltige Stimme aus der Tiefe erscholl: „Wenn ihr nicht aufhört zu gründen, verschlinge ich euch!“ 
Die beiden Leute ließen die lange Stange im Sagtümpel erschrocken stecken und sprangen davon, um in Tauplitz von dem Wassermann im Sagtümpel zu erzählen, der es nicht wollte, dass man wisse, wie tief seine Behausung liege.“